# Campionati europei di canoa slalom 2006
I Campionati europei di canoa slalom 2006 sono stati la 7ª edizione della competizione continentale. Si sono svolti a L'Argentière-la-Bessée, in Francia, dal 30 giugno al 2 luglio 2006.

## Medagliere
| Pos.   | Paese      | Oro | Argento | Bronzo | Totale |
| ------ | ---------- | --- | ------- | ------ | ------ |
| 1      | Germania   | 3   | 2       | 2      | 7      |
| 2      | Slovacchia | 2   | 3       | 0      | 5      |
| 3      | Francia    | 2   | 1       | 2      | 5      |
| 4      | Slovenia   | 1   | 0       | 0      | 1      |
| 5      | Rep. Ceca  | 0   | 1       | 3      | 2      |
| 6      | Polonia    | 0   | 1       | 0      | 1      |
| 7      | Italia     | 0   | 0       | 1      | 1      |
| Totale | Totale     | 8   | 8       | 8      | 24     |

## Podi

### Uomini
| Evento              | Oro                                                                                            | Punti  | Argento | Punti  | Bronzo                                                                                                   | Punti  |
| Canoa C-1           | Tony Estanguet                                                                                 | 221,24 | Michal Martikán                                                                                            | 224,82 | Tomáš Indruch                                                                                            | 225,96 |
| Canoa C-1 a squadre | Germania Stefan Pfannmöller Nico Bettge Jan Benzien                                            | 252,06 | Slovacchia Michal Martikán Alexander Slafkovský Juraj Minčík                                               | 256,09 | Rep. Ceca Jan Mašek Stanislav Ježek Tomáš Indruch                                                        | 257,23 |
| Canoa C-2           | Francia Martin Braud Cédric Forgit                                                             | 237,51 | Slovacchia Pavol Hochschorner Peter Hochschorner                                                           | 237,91 | Germania Kay Simon Robby Simon                                                                           | 238,73 |
| Canoa C-2 a squadre | Germania Felix Michel / Sebastian Piersig David Schröder / Frank Henze Kay Simon / Robby Simon | 265,50 | Francia Christophe Luquet / Pierre Luquet Philippe Quémerais / Yann Le Pennec Martin Braud / Cédric Forgit | 269,69 | Rep. Ceca Marek Jiras / Tomáš Máder Jaroslav Volf / Ondřej Štěpánek Jaroslav Pospíšil / Jaroslav Pollert | 271,50 |
| Kayak K-1           | Fabian Dörfler                                                                                 | 211.61 | Erik Pfannmöller                                                                                           | 212,09 | Diego Paolini                                                                                            | 212,73 |
| Kayak K-1 a squadre | Slovenia Jure Meglič Peter Kauzer Dejan Kralj                                                  | 241,14 | Polonia Grzegorz Polaczyk Henryk Polaczyk Dariusz Popiela                                                  | 242,41 | Germania Fabian Dörfler Alexander Grimm Erik Pfannmöller                                                 | 242,85 |

### Donne
| Evento              | Oro                                                        | Punti  | Argento                                                       | Punti  | Bronzo                                               | Punti  |
| Kayak K-1           | Elena Kaliská                                              | 237,11 | Jennifer Bongardt                                             | 238,34 | Mathilde Pichery                                     | 238,86 |
| Kayak K-1 a squadre | Slovacchia Gabriela Stacherová Jana Dukátová Elena Kaliská | 277,24 | Rep. Ceca Štěpánka Hilgertová Irena Pavelková Marie Řihošková | 281,31 | Francia Mathilde Pichery Aline Tornare Marie Gaspard | 283,26 |